# جامع شاهرود
جامع شاهرود (بالفارسية: مسجد جامع شاهرود) هو مسجد تاريخي يعود إلى عصر الدولة الإلخانية والقاجاريين، ويقع في شاهرود.